# Sam Humphreys
Sam Humphreys (ur. 12 września 1990) – amerykański lekkoatleta specjalizujący się w rzucie oszczepem.
Srebrny medalista młodzieżowych mistrzostw strefy NACAC z 2012. 
Stawał na podium mistrzostw Stanów Zjednoczonych oraz mistrzostw National Collegiate Athletic Association. 
Rekord życiowy: 83,14 (23 czerwca 2013, Des Moines). 

## Osiągnięcia
| Rok  | Impreza                       | Miejsce  | Pozycja    | Wynik |
| ---- | ----------------------------- | -------- | ---------- | ----- |
| 2012 | Młodzieżowe mistrzostwa NACAC | Irapuato | 2. miejsce | 77,04 |